# Festival Internacional de Jardins de Ponte de Lima

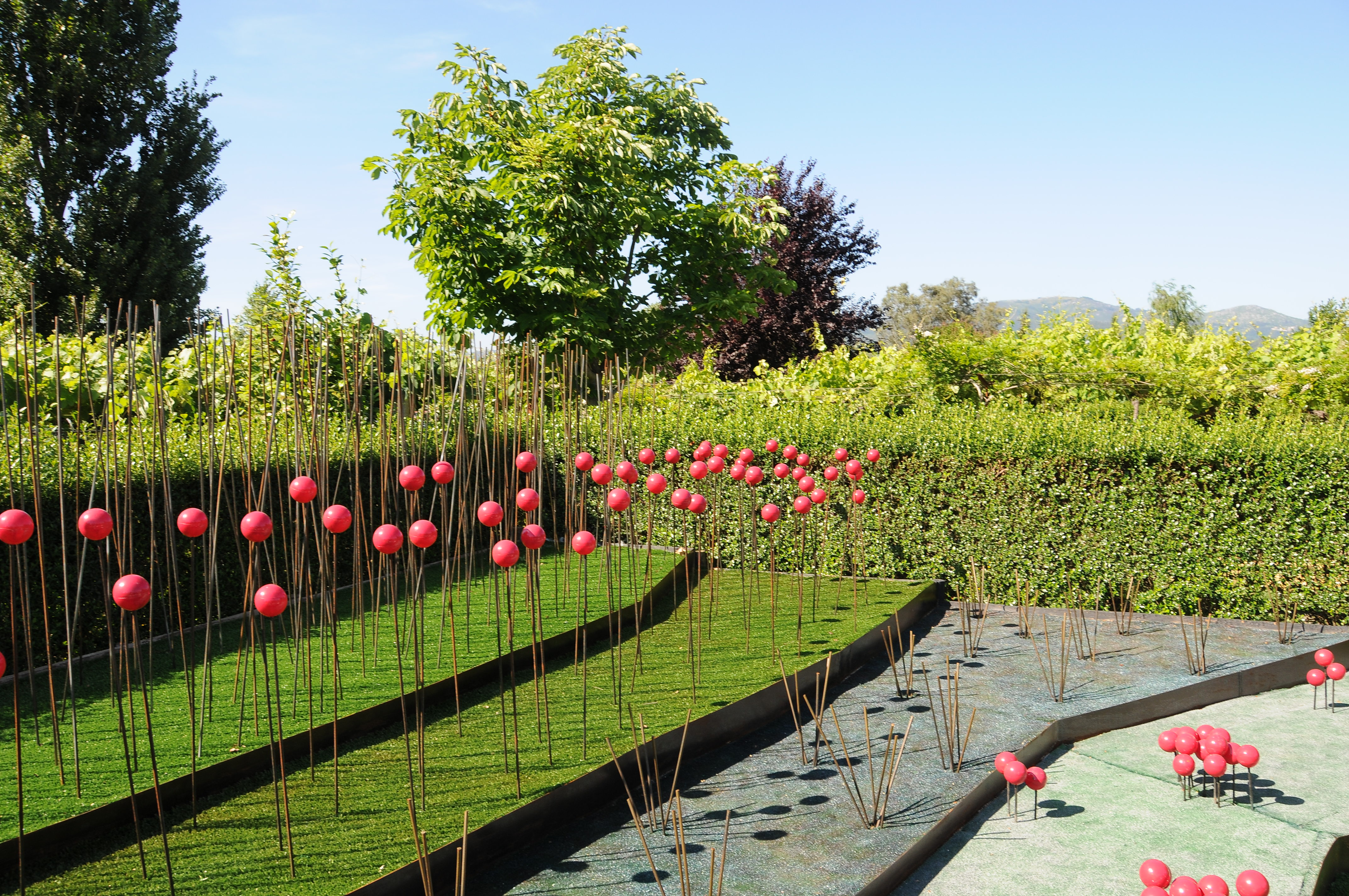

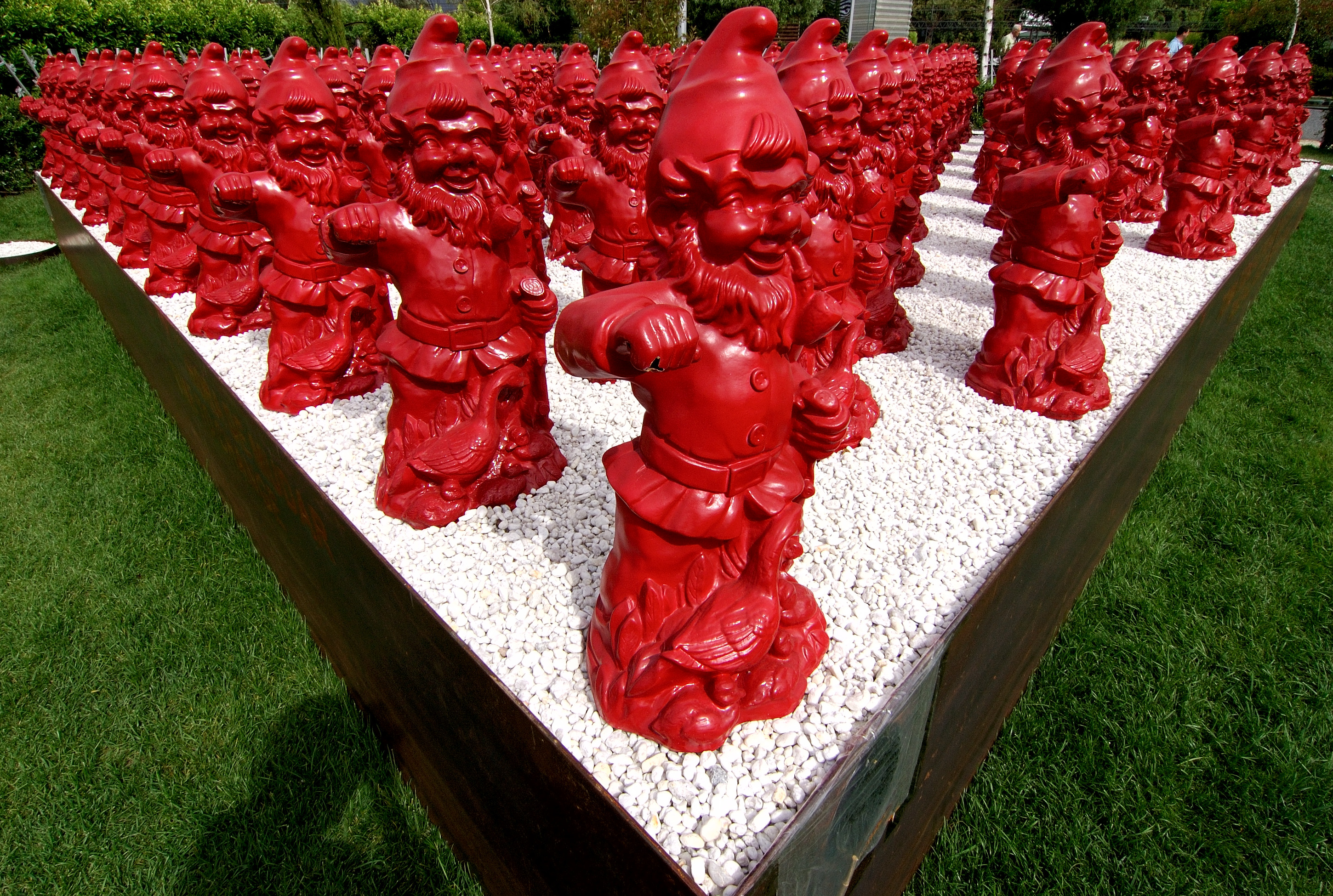
FIJ em 2006

O Festival Internacional de Jardins é um evento anual, realizado desde 2005 em Ponte de Lima, Portugal.
Todos os anos, de Maio a finais de Outubro, são expostos doze jardins diferentes e efémeros.
Os jardins são elaborados por artistas que submetem o projecto à organização.
Em cada ano é proposto um tema:
- 2007: O lixo na arte dos jardins
- 2008: Energias no Jardim
- 2010: Kaos no Jardim”
- 2011: A Floresta no Jardim
- 2012: Jardins p'ra comer
- 2013: Jardim dos Sentidos
- 2014: Jardins em Festa
- 2015: A água no jardim
- 2016: Jardins do Conhecimento
- 2017: Jardim das Descobertas
- 2018: O Clima nos Jardins
- 2019: Jardins do Fim do Mundo

## Prémio Garden Tourism awards
Em Março de 2013, o Festival Internacional de Jardins de Ponte de Lima recebeu o prémio Garden Tourism awards. A cerimónia decorreu em Toronto - Canadá na presença do Presidente da Câmara Municipal de Ponte de Lima, Eng. Victor Mendes, acompanhado do Cônsul de Portugal no Canadá, Dr. Júlio Vilela.
Este Prémio internacional é atribuído a organizações ou indivíduos que se distinguem, ao nível mundial, no desenvolvimento e promoção dos jardins enquanto atração turística.
Foram considerados, jardins de todo o mundo, sendo os outros premiados provenientes da América do Norte, Japão, França, Itália e Austrália.